# Yu-Gi-Oh! ARC-V
Yu-Gi-Oh! Arc-V ( 遊 ☆ 戯 ☆ 王 ARC-V (ア ー ク • フ ァ イ ブ ) ? Yūgiō Āku Faibu, "Arc Five") es una serie de anime japonés animada por Gallop. Es la quinta serie de anime Yu-Gi-Oh!. Es la cuarta serie de anime spin-off principal de la franquicia Yu-Gi-Oh! después de Yu-Gi-Oh! Zexal. La serie comenzó a emitirse en Japón en TV Tokyo, el 6 de abril de 2014. La serie fue seguida por Yu-Gi-Oh! VRAINS en mayo de 2017. La serie es licenciada fuera de Japón por 4K Media Inc., de Konami, y fue lanzada internacionalmente en 2015. Su cuarto ending fue realizado por la banda Mrs. Green Apple. Una adaptación de manga por Naohito Miyoshi comenzó la serialización en la revista V-Jump de Shueisha en agosto de 2015.

## Argumento
Sakaki Yuya es el protagonista de la serie. Esta se ambienta en una era distinta a las vistas en otras ramas de la franquicia. En uno de los Duelos, Yuya apareció creando los Monstruos de Péndulo. Desde entonces Reiji Akaba (el antagonista, conocido como Declan Akaba en la versión de 4K Meedia) le vigila y recrea los Monstrups de Péndulo, así como su método de Invocación.
Después de eso, Yuya se ve envuelto en una serie de misterios dimensionales para intentar rescatar a su compañera de escuela y mejor amiga, Yuzu Hiragi, que fue secuestrada.

## Personajes
- Yuya Sakaki (榊遊矢Sakaki Yūya) - estudiante de escuela secundaria. Vive con el dolor de conocer que su padre desapareció antes de un Duelo. Es el primer usuario conocido en su mundo de Monstruos de Péndulo.
- Zuzu Boyle
- Yuri

## Reparto
| Personaje       | Seiyū             | Actor de doblaje     |
| --------------- | ----------------- | -------------------- |
| Yuya Sakaki     | Kenshō Ono        | Pascual Meza         |
| Yuri            | Kenshō Ono        | Juan Carlos Revelo   |
| Zuzu Boyle      | Yūna Inamura      | Lupita Leal          |
| Celina          | Yūna Inamura      | Valentina Souza      |
| Gong Strong     | Yōhei Obayashi    | Guillermo Rojas      |
| Sora Perse      | Mie Sonozaki      | Miguel Ángel Leal    |
| Tate            | Nanami Shinde     | Emiliano Ugarte      |
| Allie           | Satomi Akesaka    | Azul Valadez         |
| Frederick       | Kyouko Chikiri    | Carlos Siller        |
| Skip Boyle      | Mitsutaka Itakura | Eduardo Ramírez      |
| Shay Obsidian   | Yamato Kinjo      | Alan Prieto          |
| Yuto            | Manpei Takagi     | Roberto Salguero     |
| Yugo            | Shinpei Takagi    | Víctor Kuri          |
| Julia Krystal   | Arisa Kiyoto      | Circe Luna           |
| Julia Krystal   | Arisa Kiyoto      | Danann Huicochea     |
| Dipper O'rion   | Natsuki Hanae     | Ricardo Bautista     |
| Kit Blade       | Kengo Takanashi   | Héctor Ireta de Alba |
| Kit Blade       | Kengo Takanashi   | Miguel Ángel Ruiz    |
| Riley Akaba     | Yui Ishikawa      | Jared Mendoza        |
| Aura Sentia     | Aoi Yūki          | Diana Nolan          |
| Yusho Sakaki    | Hiroki Tōchi      | Carlos Torres        |
| Yoko Sakaki     | Ryoko Yui         | Andrea Soto          |
| Declan Akaba    | Yoshimasa Hosoya  | Daniel Lacy          |
| Henrietta Akaba | Kikuko Fujimoto   | Maggie Vera          |
| Sylvio Sawatari | Shōgo Yano        | Carlos Díaz          |
| Nico Smiley     | Hajime Iijima     | Ricardo Méndez       |

## Juego de cartas coleccionable
Yu-Gi-Oh! ARC-V introdujo nuevas mecánicas al juego de cartas de Yu-Gi-Oh!, entre ellas la Invocación por Péndulo. Con el lanzamiento de nuevas Reglas Maestras (Master Rules) en 2017, los Monstruos de Péndulo del Extra Deck ahora solo pueden ser invocados en la Zona de Monstruos Extra o bajo una Flecha de Enlace.